# Traité de Tanger (1844)
Traité de Lalla Maghnia (18 mars 1845)
Le traité de Tanger est un traité, signé à Tanger, le 10 septembre 1844, et constituant un revirement non négligeable dans la relation politique franco-marocaine.
Malgré l'appel au retrait du sultan Abderrahmane ben Hicham, des volontaires parmi la tribu rifaine des Ayt Iznassen et des tribus du Moyen-Atlas (Angad, Beni Oukil, Mhaya) renforcèrent l'armée de l'émir Abd el-Kader dans sa révolte contre l'Algérie française. La réaction de la France ne se fait pas attendre, les troupes françaises menées par le général Thomas-Robert Bugeaud, bombardent Tanger et Mogador et défont les marocains dans la bataille d'Isly le 14 août 1844.
Le traité de Tanger est signé le 10 septembre 1844, par lequel le Maroc reconnaît la légitimité de la présence française en Algérie et cesse tout soutien officiel à l'émir Abdelkader – déclaré hors-la-loi au Maroc et en Algérie française – et entérine le tracé de sa frontière avec l'Algérie par le traité de Lalla Maghnia.
Quinze ans plus tard, en 1859, la tribu rifaine des Iznassen, alliée aux tribus du Moyen-Atlas, attaquent la présence coloniale en Algérie française malgré le traité de paix et contre la volonté du sultan du Maroc. Cette initiative provoque une expédition militaire sur le territoire de la tribu, dirigée par Edmond-Charles de Martimprey, et une une occupation de leur territoire.
Lors de cette expédition, une épidémie de choléra se déclare dans le corps militaire français et fait au total 2 393 morts.
La ville frontière Ahfir située sur le territoire de la tribu rifaine des Iznassen, est bâtie par Hubert Lyautey en 1908 et est nommée Martimprey-du-Kiss, avant d'être renommée Ahfir, du nom du général Edmond-Charles de Martimprey qui a dirigé cette expédition.